# Arrondissement Niort
Arrondissement Niort je francouzský arrondissement ležící v departementu Deux-Sèvres v regionu Poitou-Charentes. Člení se dále na 18 kantonů a 166 obcí.

## Kantony
- Beauvoir-sur-Niort
- Brioux-sur-Boutonne
- Celles-sur-Belle
- Champdeniers-Saint-Denis
- Chef-Boutonne
- Coulonges-sur-l'Autize
- Frontenay-Rohan-Rohan
- La Mothe-Saint-Héray
- Lezay
- Mauzé-sur-le-Mignon
- Melle
- Niort-Est
- Niort-Nord
- Niort-Ouest
- Prahecq
- Saint-Maixent-l'École-1
- Saint-Maixent-l'École-2
- Sauzé-Vaussais